# 孫耀庭
孫耀庭（そん ようてい、1902年12月29日（光緒28年11月30日） - 1996年12月17日）は、溥儀に仕えた宦官。中国史上最後の宦官として知られる。
1902年に天津市静海県西双塘村の貧農の次男として生まれる。1911年に父親によって鎌で自宮され、1917年に紫禁城に宦官として入宮した。1923年6月27日、紫禁城の建福宮が宦官の放火により焼失し、それにより溥儀が宦官を宮廷から追放したことに伴って孫耀庭も故郷に戻るが、間もなくして端康太后（温靖皇貴妃）により呼び戻された。1924年11月5日に、馮玉祥が起こしたクーデターによって溥儀が紫禁城から追放されると、孫耀廷は北京の北昌街にある引退した宦官の住居であった寺院に移り住んだ。溥儀が満洲国皇帝になると、孫耀廷は官吏として長春へ赴いた。その後、彼は病気になり、長春を離れて北京に戻った。
1988年、彼の自伝が映画「清朝最後の宦官 中国最後一個太監」として映画化された。1996年に94歳で死去。